# Manel Esteller i Badosa
Manel Esteller i Badosa (Sant Boi de Llobregat, Baix Llobregat, 1968) és un metge i investigador català reconegut mundialment per la seva lluita contra el càncer. Va dirigir l'Institut de Recerca contra la Leucèmia Josep Carreras des de 2018 fins al juny de 2024 on, després de dimitir de la direcció, continua liderant el grup d'Epigenètica del Càncer. Abans, també va ser director del programa d'Epigenètica i Biologia del Càncer de l'Institut d'Investigació Biomèdica de Bellvitge (IDIBELL) a Barcelona i cap del Grup d'epigenètica del càncer. És autor de més de 600 articles i col·labora amb revistes especialitzades com Cancer Research i Epigenetics.

## Biografia
Es va graduar en Medicina amb honors per la Universitat de Barcelona el 1992, on va obtenir també el seu doctorat especialitzat en genètica molecular del carcinoma de l'endometri, el 1996. Va ser investigador convidat en l'Escola de Ciències Biològiques i Mèdiques de la Universitat de St. Andrews (Escòcia, Regne Unit), on va centrar la seva investigació en l'estudi de la genètica molecular del càncer de mama hereditari.
Entre 1997 i 2001, Esteller va ser investigador posdoctoral i investigador Aassociat a la Facultat de Medicina de la Universitat Johns Hopkins (Baltimore, EUA) on va estudiar la metilació de l'ADN i la seva relació amb el càncer en humans. Els seus resultats van ser decisius per a establir la hipermetilació dels gens supressors de tumors com a segell característic dels tumors humans.
Des d'octubre del 2001 a setembre del 2008, Manel Esteller va liderar el Laboratori d'Epigenètica del Càncer del Centre Nacional d'Investigacions Oncològiques (CNIO). Durant aquest temps es va centrar en la investigació de les alteracions de la metilació de l'ADN, les modificacions de les histones i la cromatina i la seva contribució al càncer en humans. Des de 2018 i fins al juny de 2024 va ser director de l'Institut de Recerca contra la Leucèmia Josep Carreras, on lidera el grup d'Epigenètica del Càncer. Abans, a partir de l'octubre del 2008, Esteller va ser director del Programa d'Epigenètica i Biologia del Càncer de l'Institut d'Investigació Biomèdica de Bellvitge i Cap del Grup de Recerca en Epigenètica del Càncer.
Manel Esteller és professor de Genètica de la Facultat de Medicina de la Universitat de Barcelona i professor d'investigació de la Institució Catalana de Recerca i Estudis Avançats (ICREA). És professor honorari de la Universitat Autònoma de Madrid, acadèmic numerari de la Reial Acadèmia de Medicina de Catalunya, acadèmic corresponent de la Reial Acadèmia Nacional de Farmàcia i membre del Faculty of 1000.
La seva investigació se centra en l'establiment dels mapes epigenòmics de cèl·lules normals i transformades, l'estudi de les modificacions epigenètiques i els ARNs no codificants, així com en el desenvolupament de nous medicaments epigenètics per tractar el càncer.
El 2015, la revista Nature Medicine va publicar que un equip internacional d'investigadors dirigits per Manel Esteller va trobar el mecanisme pel qual les cèl·lules tumorals aconsegueixen «escapar» del seu lloc original (tumor primari) i provocar metàstasi. El setembre del mateix any va signar un manifest de científics a favors de Junts pel Sí, candidatura independentista a les eleccions al Parlament de Catalunya de 2015.
La seva trajectòria investigadora ha estat guardonada en nombroses ocasions obtenint, l'any 2010, una European Research Council Advanced Grant. Els premis obtinguts pel Dr. Esteller inclouen:
- Premi al Millor Investigador Jove en Càncer atorgat per l'Escola Europea d'Oncologia Mèdica (1999).
- Primer Premi en Investigació Bàsica en la Universitat i Institució Mèdica Johns Hopkins (1999).[12]
- Premi al Millor Investigador Jove de l'Associació Europea per a la Investigació del Càncer (2000).
- Premi a l'Investigador Jove de l'Associació Americana per a la Investigació del Càncer -AFLAC (2001).
- Premi Carcinogenesi (2005).
- Premi Beckman-Coulter (2006).
- Premi a la Investigació Biomèdica Francisco Cobos (2006).
- Premi de la “Fondazione Piemontese per la Ricerca sul Cancro (FPRC)” (2006).
- Premi “Swiss Bridge” (2006).[12]
- Premi a la Investigació Nacional en Oncologia "Maria Julia Castillo" (2007).
- Premi "Dr. Josep Trueta" de l'Acadèmia de Ciències Mèdiques de Catalunya (2007).
- Premi a la Innovació del “Commonwealth of Massachusetts” (2007).
- Premi del Programa “Human Frontier Science” (2007).
- Premi de la Fundació Dr. Jacint Vilardell (2008).
- Debiopharm Life Sciences Award École Polytechnique Fédérale Lausanne (2008).
- Premi Conde de Cartagena de la Real Academia Nacional de Medicina (2009).
- Premi Dulcinea de l'“Associació Santa Agueda de dones afectades pel Càncer de Mama” (2009)
- Premi “Josef Steiner Stiftung” (2009).[12]
- Premi Fundació Lilly d'Investigació Biomèdica Preclínica (2009).[12]
- Premi Fundació Esteve (2009).
- Premi de la Fundación AECC de Recerca en Càncer Infantil (2009).
- Premi “Carmen y Severo Ochoa” d'Investigació en Biologia Molecular (2009).[12]
- Premi Ciències de la Salut, Fundació Caja Rural Granada (2010).
- Premi de la Cimera Mundial de la Salut (2010).
- Pfizer a la Innovació en la Investigació Biomèdica (2010).
- Premi Nacional de Genètica (2011).[12]
- European Research Council Advanced Grant (2011).
- Premi Nacional d'Investigació en Cáncer “Doctores Diz Pintado” (2012).
- Premi Internacional Dexeus “Salud de la Mujer” (2012).
- Premi Rei Jaume I d'Investigació Bàsica (2013).[13]
- XXVIII Premi Internacional Catalunya, compartit amb Josep Baselga i Joan Massagué (2016).[14]

És autor de més de quatre-cents manuscrits originals acreditats en l'àmbit de les ciències biomèdiques, així com membre de nombroses societats científiques internacionals, editorials i crític de diverses revistes i entitats patrocinadores. Esteller és també editor associat de les revistes Cancer Research, The Lancet Oncology and Carcinogenesis, director d'Epigenetics, assessor del Projecte Epigenoma Humà , membre associat de The Epigenome Network of Excellence i president de la Societat d'Epigenètica.